# Dan Osborn
Dan Osborn (nacido el 29 de marzo de 1975) es un veterano de la Marina, mecánico industrial, líder sindical y político independiente estadounidense. 
Como presidente del Sindicato Internacional de Trabajadores de Panadería, Confitería, Tabaco y Molineros de Granos Local 50G, lideró la huelga en la planta de Kellogg's en Omaha, Nebraska en 2021. Se presenta como candidato independiente en las elecciones regulares al Senado de los Estados Unidos de 2024 en Nebraska.

## Primeros años y familia
Dan Osborn nació el 29 de marzo de 1975. Su madre era costurera, y su padre trabajaba para Union Pacific Railroad, cargando mercancías. Cuando Osborn tenía siete años, su familia se mudó a Omaha después de que su padre fuera transferido. Su padre, Gary, también sirvió como comisionado del condado de Dodge.
Después de un accidente, su padre fue trasladado a la dirección de la compañía ferroviaria y trasladado fuera del estado. Osborn se quedó en Omaha para terminar la escuela secundaria y desde los 16 años vivió solo pagando el alquiler con diferentes trabajos ocasionales. Se graduó de la escuela secundaria católica Roncalli en 1994.
Osborn y su esposa Megan tienen tres hijos.

## Carrera militar
Después de la secundaria, Osborn se alistó en la Marina de los Estados Unidos. Trabajó durante cuatro años como almacenista (SK) a bordo del USS Constellation (CV-64).
Más tarde se unió a la Guardia Nacional del Ejército de Nebraska. Asistió a la escuela 19K Tanker en la Guardia Nacional del Ejército de Idaho y sirvió en la Guardia Nacional de Tennessee.

## Líder sindical
Osborn comenzó a trabajar como mecánico industrial en la planta de Kellogg's en Omaha en 2004. Finalmente se convirtió en presidente del Sindicato Internacional de Trabajadores de Panadería, Confitería, Tabaco y Molineros de Granos Local 50G.
Saltó a la fama nacional cuando encabezó la huelga de Kellogg's en la planta en 2021. La huelga, que fue motivada por un sistema de pago de dos niveles e incluyó otras plantas en todo Estados Unidos, duró 77 días.
Posteriormente, Osborn fue despedido de Kellogg's. Trabaja en trabajos de mantenimiento y reparación de calderas en Boys Town y es miembro del sindicato de instaladores y fontaneros de vapor Local 464.

## Candidatura al Senado de Estados Unidos para 2024
Ambos senadores republicanos actuales de Estados Unidos por Nebraska se enfrentarán a elecciones en 2024: uno en una elección especial y otro en una elección regular. Osborn se presenta en esta última categoría, en la que no habrá ningún contrincante demócrata, y afirma que puede representar a los sectores obreros y de clase media "mejor que los políticos ricos del establishment".
Osborn ha recaudado más fondos de campaña, en su mayoría pequeñas donaciones de dólares, que cualquier candidato independiente haya recaudado jamás en la historia del estado.
Tradicionalmente un escaño republicano seguro, la carrera en Nebraska ha sido descrita como inusualmente competitiva gracias a la candidatura de Osborn, y potencialmente importante para determinar el control partidista del Senado después del ciclo electoral de 2024. Una encuesta de agosto de 2024 realizada por Split Research mostró que el actual presidente Fischer tenía una ligera ventaja (39%-38%) sobre Osborn, con un margen de error del 3%, mientras que el 23% de los votantes dijeron que aún estaban indecisos. La encuesta llevó al Nebraska Examiner a calificar la elección como una carrera reñida.